# 最壞的一天
《最壞的一天》，是一部於2016年上映的韓國電影，由郭龍洙製作、金忠寬負責執導，韓藝璃、岩瀬亮、權律等人主演。講述了一個每次面對不同的男人都会改變自己形象的女人在同一時期和三個不同的男人見面而引發的混亂愛情故事。
該片在2016年莫斯科電影節獲得了FIPRESCI賞（國際評論家聯盟賞）。

## 劇情簡介
夏末的某一天，演員志願生恩熙（韓藝璃 飾）在結束表演後遇見了正在尋路的日本小說家亮平（岩瀬亮 飾）。與雖然語言不通但很健談的亮平分離後，恩熙前往南山與正在拍攝電視劇的男友賢伍（權律 飾）見面。還有，同一時間，與恩熙曾經交往過的雲哲（李熙俊 飾）看到了恩熙在南山上傳的推特，也來到了南山。
今天第一次見到的男人、現在正在交往的男人、還有以前交往過的男人，一天與三個男人見面。究竟這一天最後會有一個Happy Ending嗎？

## 演員陣容
- 韓藝璃 飾演 恩熙
- 岩瀬亮 飾演 亮平
- 權律 飾演 賢伍
- 李承妍 饰演 宥珍
- 崔有華 饰演 贤京
- 金俊范 饰演 奎焕
- 薛昌熙 饰演 警察官
- 李熙俊 飾演 雲哲（特別出演）

## 獲獎及提名列表
| 年份 | 颁奖礼                   | 獎項                  | 入围者         | 結果 |
| ---- | ------------------------ | --------------------- | -------------- | ---- |
| 2016 | 第38屆 莫斯科電影節      | FIRESCI獎             | 《最壞的一天》 | 獲獎 |
| 2016 | 第1屆雅爾塔國際電影節    | LIVE-ACTION競賽單元   | 《最壞的一天》 | 提名 |
| 2016 | 第37屆青龍電影獎         | 最佳女主角獎          | 韓藝璃         | 提名 |
| 2017 | 第四屆野花電影節         | 最佳女主角獎          | 韓藝璃         | 提名 |
| 2017 | 第53屆百想藝術大獎       | 電影部門 最佳女主角獎 | 韓藝璃         | 提名 |
| 2017 | 第53屆百想藝術大獎       | 電影部門 女子人氣獎   | 韓藝璃         | 提名 |
| 2017 | 第12屆大韓民國大學電影節 | 最佳女主角獎          | 韓藝璃         | 獲獎 |

## 外部連結
- NAVER上《最壞的一天》的資料
- 韩国电影数据库（KMDb）上《最壞的一天》的資料
- 互联网电影数据库（IMDb）上《最壞的一天》的资料（英文）
- 豆瓣电影上《最壞的一天》的資料 （简体中文）
- Box Office Mojo上《最壞的一天》的资料（英文）